# Corro da te
Pour plus de détails, voir Fiche technique et Distribution.
Corro da te est un film italien réalisé par Riccardo Milani, sorti en 2022. Il s'agit du remake du film français Tout le monde debout.

## Fiche technique
- Titre : Corro da te
- Réalisation : Riccardo Milani
- Scénario : Riccardo Milani, Furio Andreotti (it) et Giulia Calenda d'après le scénario de Franck Dubosc
- Photographie : Saverio Guarna (it)
- Musique : Piernicola Di Muro
- Pays d'origine : Italie
- Genre : comédie
- Date de sortie : 2022

## Distribution
- Pierfrancesco Favino : Gianni
- Miriam Leone : Chiara
- Giulio Base : Fabio
- Piera Degli Esposti : Nonna
- Pilar Fogliati : Alessia
- Andrea Pennacchi (en) : don Walter
- Michele Placido : Père de Gianni
- Vanessa Scalera : Luciana
- Pietro Sermonti (en) : Dante
- Cesare Capitani : ami